# 詹皮耶罗·博尼佩尔蒂
詹皮耶罗·博尼佩尔蒂 （義大利語：Giampiero Boniperti，1928年7月4日—2021年6月18日），意大利著名足球运动员，其职业生涯在尤文图斯队度过。他同时也是意大利国家队的选手之一。在退役之后，博尼佩尔蒂长期担任尤文图斯主席，还曾任欧洲议会议员。
博尼佩尔蒂在尤文图斯的各类比赛中共攻入178球，这一保持了40年以上的纪录仅次于皮耶罗，是俱乐部历史上第二名射手。同时，他的出赛场次纪录（444次）也是该队历史上的第二名（仅次于皮耶罗）。目前，博尼佩尔蒂是意甲史上个人进球数排行榜上的第十名。他被贝利选入史上最伟大的125名球员（FIFA 100）的名单中，是意大利历史上最优秀的足球球员之一。

## 生平
博尼佩尔蒂在16岁时就加盟了尤文图斯队，年少的他曾在一个月内打进11球，从而得到了球会的青睐。在一场选拔赛中，他一个人攻入7球，从而年少成名。
博尼佩尔蒂首次在意甲的亮相，是1947年3月2日对阵AC米兰队的比赛。那场比赛尤文图斯队以1-2落败。三个月后，在与桑普多利亚队的比赛中，贡献了第一个入球。这个赛季结束时，尤文图斯排在都灵队之后，屈居联赛亚军。而博尼佩尔蒂共出场6次，攻入5球，在意大利足坛崭露头角。
博尼佩尔蒂擅长中锋、右翼等位置。他在尤文图斯的第二个赛季就大放光彩，年仅20岁的他攻入27球，力压当时的著名射手瓦伦蒂诺·马佐拉，成为联赛射手王。
1949-50赛季，他首次获得了意甲联赛冠军。他在24岁生日之前，已为该队贡献了100个进球。第二年，他再次为俱乐部夺得联赛冠军。整个50年代，拥有博尼佩尔蒂的尤文图斯队获得过多次冠军和亚军。
1957年，尤文图斯队又引进了两位前锋：约翰·查尔斯和奥马尔·西沃里。他们与博尼佩尔蒂一起组成了“梦幻三人组”。在这个时期，尤文图斯队取得了辉煌战果，在4个赛季中夺得3次联赛冠军（1957–58, 1959–60和1960–61）和2次意大利杯赛冠军（1958–59 and 1959–60）。

### 退役之后
在博尼佩尔蒂退役后40年间，他的178个进球纪录都是尤文图斯历史上的第一人。直到2006年1月10日，这个纪录才被皮耶罗打破。另外，他以444场的意甲联赛出场次数在俱乐部历史上排名第二。
在博尼佩尔蒂宣布退役后不久，阿涅利家族聘任他在尤文图斯担任行政职务，之后他长期担任该队的主席。目前他仍是该俱乐部的名誉主席。在1994年至1999年期间，他还作为意大利力量党的代表被选为欧洲议会议员。
目前他的孙子Filippo也继承了他的足球衣钵，在尤文图斯队青年队和意大利国家青年队（19岁以下组）效力。

### 国家队生涯
仅仅在意甲联赛踢了14场比赛后，表现出众的博尼佩尔蒂就被征召入了意大利国家队，参加了与奥地利国家队的比赛。结果那场比赛，意大利以5-1狂胜对手。
1949年与奥地利的另一场比赛中，他终于攻入了国家队期间的第一个入球，帮助国家队以3-1击败了对手。尽管他在国家队的表现并不如在俱乐部期间出色，但他仍然为国家队出场38次（其中24次作为队长），并攻入8球。另外，他也随国家队参加了1950年和1954年的两届世界杯决赛阶段比赛。

## 为俱乐部获得荣誉
他的所有俱乐部荣誉均为尤文图斯队获得：
- 意甲联赛冠军：1949/50年，1951/52年，1957/58年，1959/60年，1960/61年
- 意大利杯赛冠军：1958/59年，1959/60年

## 为国家队获得荣誉
| #  | 日期           | 地点             | 对手   | 比分 | 赛果 |
| -- | -------------- | ---------------- | ------ | ---- | ---- |
| 1. | 1949年5月22日  | 佛罗伦萨, 意大利 | 奥地利 | 3–1  | 获胜 |
| 2. | 1951年11月25日 | 卢加诺, 瑞士     | 瑞士   | 1–1  | 战平 |
| 3. | 1954年1月24日  | 米兰, 意大利     | 埃及   | 5–1  | 获胜 |
| 4. | 1954年6月17日  | 洛桑, 瑞士       | 瑞士   | 1–2  | 获胜 |
| 5. | 1955年1月16日  | 巴里, 意大利     | 比利时 | 1–0  | 获胜 |
| 6. | 1955年11月18日 | 罗马, 意大利     | 德国   | 2–1  | 获胜 |
| 7. | 1960年11月10日 | 那不勒斯, 意大利 | 奥地利 | 1–2  | 落败 |

## 个人荣誉
- 義甲联赛神射手:1947/48年（27球）
- 2004年被国际足总选为仍在世最伟大的125名球员
- 2012年入选義大利足球名人堂

## 脚注
1. ↑  .   [2010-07-16]. （原始内容存档于2011-02-28）.
2. ↑  . fifa.com. 10 February 2010  [2010-07-16]. （原始内容存档于2010-03-25）.
3. ↑  . Tuttosport. 4 July 2009  [2010年7月16日]. （原始内容存档于2009年8月8日） （意大利语）.
4. ↑  . Tuttosport. 3 December 2009  [2010-07-16]. （原始内容存档于2016-04-07） （意大利语）.
5. ↑  . Tuttosport. 3 February 2010  [2010-07-16]. （原始内容存档于2016-03-03） （意大利语）.
6. ↑  詹皮耶罗·博尼佩尔蒂 – FIFA國際賽競賽紀錄 (存檔)